# Vierge à l'Enfant, Saint Jean-Baptiste enfant et Sainte Barbara
Le tableau Vierge à l'Enfant, Saint Jean-Baptiste enfant et Sainte Barbara (en italien, Madonna col bambino, san Giovannino e santa Barbara) est une peinture à l'huile sur panneau réalisée par le peintre italien Daniele da Volterra et datée de 1548.

## Histoire et description
Selon l'Elogio de Benedetto Falconcini, le tableau se trouvait dans la maison des descendants du peintre à Volterra en 1772, et il alla avec la toile Élie dans le désert en héritage aux comtes Pannocchieschi d'Elci. Soumis à des restrictions d'exportation depuis 1979, c'était le dernier tableau de Daniele da Volterra encore dans une collection privée. Il a été acquis en septembre 2019 par la Galerie des Offices de Florence.

## Sources
- (it) Cet article est partiellement ou en totalité issu de l’article de Wikipédia en italien intitulé « Madonna col Bambino, san Giovannino e santa Barbara » (voir la liste des auteurs).